# Boissei-la-Lande
 Boissei-la-Lande  es una población y comuna francesa, situada en la región de Baja Normandía, departamento de Orne, en el distrito de Argentan y cantón de Mortrée.

## Demografía
| 140 | 113 | 103 | 115 | 104 | 115 |
| Para los censos de 1962 a 1999 la población legal corresponde a la población sin duplicidades (Fuente: INSEE [Consultar]) |     |     |     |     |     |